# Koll Volleyball (volley-ball féminin)
Koll Volleyball est un club norvégien de volley-ball fondé en 1940 et basé à Oslo, évoluant pour la saison 2020-2021 en Mizunoligaen.

## Palmarès
- Championnat de Norvège
  - Vainqueur : 1991, 1993, 1994, 1995, 2000, 2001, 2003, 2004, 2005, 2006, 2007, 2008, 2009[3]2020.
  - Finaliste : 1996, 1997, 1999,  2010.

## Entraîneurs successifs
- 2012-2013  Erik Alexander Nordby
- 2013-2014  Jon Eirik Liseth
- 2014-2018  Magnus Borge Johansen
- 2018-2019  Johanna Drivenes Kløvfjell
- 2019-2020  Jarle Fornes
- 2020- ...       Lars Martin Sandanger

## Effectifs

### Saison 2020-2021
| No                                         | Nom                                        | Date de naissance                          | Taille                         | Poids                          | Poste                          |
| ------------------------------------------ | ------------------------------------------ | ------------------------------------------ | ------------------------------ | ------------------------------ | ------------------------------ |
| 1                                          | Rebekka Aase Bahr                          | 12 octobre 1992                            | 180                            |                                | Passeuse                       |
| 2                                          | Mathilde Bratlie                           | 15 septembre 1995                          | 168                            | 60                             | Réceptionneuse-attaquante      |
| 3                                          | Synne Kolsvik                              | 15 décembre 1994                           | 184                            |                                | Attaquante                     |
| 4                                          | Karen Elise Lund Saga                      | 22 novembre 1999                           | 174                            | 64                             | Réceptionneuse-attaquante      |
| 5                                          | Guen Angela Garcia Silang                  | 24 décembre 2002                           | 162                            |                                | Passeuse                       |
| 6                                          | Julie Michalsen                            | 20 mars 1997                               | 189                            |                                | Attaquante                     |
| 7                                          | Ane Askeland                               | 29 janvier 1999                            | 168                            | 70                             | Passeuse                       |
| 8                                          | Nora Speilberg                             | 20 octobre 1994                            | 175                            |                                | Réceptionneuse-attaquante      |
| 9                                          | Kamilla Vasvik Rasmussen                   | 20 janvier 1996                            | 181                            |                                | Centrale                       |
| 10                                         | Pia Øfstaas                                | 12 janvier 2001                            | 169                            |                                | Libero                         |
| 12                                         | Karoline Fauske                            | 27 novembre 1999                           | 181                            | 78                             | Réceptionneuse-attaquante      |
| 13                                         | Gudrun Reikvam                             | 31 août 1990                               | 185                            |                                | Centrale                       |
| 14                                         | Mari Hole                                  | 3 août 1990                                | 183                            | 74                             | Réceptionneuse-attaquante      |
| 15                                         | Mathea Duesund                             | 19 janvier 2003                            | 177                            |                                | Réceptionneuse-attaquante      |
| 17                                         | Trine Melsether                            | 11 juillet 1981                            | 180                            | 73                             | Passeuse                       |
| 18                                         | Ragnhild Beckmann                          | 24 juin 1991                               | 180                            |                                | Centrale                       |
| 20                                         | Ingrid Stavnar Sørensen                    | 28 août 2003                               | 179                            |                                | Attaquante                     |
| 21                                         | Anna Mathea Hansen                         | 28 août 2003                               | 177                            |                                | Centrale                       |
|                                            |                                            |                                            |                                |                                |                                |
| Encadrement technique                      | Encadrement technique                      |                                            | Légende                        | Légende                        | Légende                        |
| Entraîneur : Lars Martin Sandanger         | Entraîneur : Lars Martin Sandanger         | Entraîneur : Lars Martin Sandanger         | : Capitaine                    | : Capitaine                    | : Capitaine                    |
| Entraîneur(s) adjoint(s) : Jens Retterholt | Entraîneur(s) adjoint(s) : Jens Retterholt | Entraîneur(s) adjoint(s) : Jens Retterholt | : Joueuse blessée actuellement | : Joueuse blessée actuellement | : Joueuse blessée actuellement |